# Coulangeron
Coulangeron é uma comuna francesa na região administrativa de Borgonha-Franco-Condado, no departamento de Yonne. Estende-se por uma área de 8,38 km². Em 2010 a comuna tinha 218 habitantes (densidade: 26 hab./km²).